# Aridice
Aridice (in greco antico: ᾿Αριδίκης?, Aridikes e in latino Aridices) (Corinto, ... – ...; fl. VIII-VII secolo a.C.) è stato un pittore greco antico attivo tra l'VIII e il VII secolo a.C..
È nominato da Plinio (Nat. hist., XXXV, 15-16) come uno dei primi pittori greci insieme a Telefane di Sicione. Essi avrebbero fatto ampio uso della tecnica lineare e monocromatica introducendo l'uso di tracciare le linee interne delle figure e quello dell'indicare l'identità dei personaggi attraverso la scrittura.